# 潔米·佩絲莉
潔米·伊莉莎白·佩絲莉（英語：Jaime Elizabeth Pressl，1977年7月30日—）是一名美國女演員和模特兒。憑藉在NBC電視情景喜劇《愚人善事》（2005年至2009年）中的演出而贏得黃金時段艾美獎喜劇類最佳女配角，並提名金球獎和美國演員工會獎。電影作品如《非常男女》（2001年）、《傻喬歷險記》（2001年）、《尋找伴郎》（2009年）和《鬼屋電影2》（2014年）。
自2014年起，她在CBS情景喜劇《極品老媽》中擔任要角。

## 早期生活
潔米·佩絲莉出生於北卡罗来纳州金斯顿。母親布蘭達·蘇（Brenda Sue）是舞蹈教練，娘家姓史密斯（Smith）；父親詹姆斯·利斯頓·佩斯利（James Liston Pressly）是汽車推銷員。1992年，她隨家人搬到了加利福尼亞州科斯塔梅薩，在那裡度過了高中二年級的第一學期。她在童年和十幾歲的初期就曾為體操運動員接受培訓，這使她開始從事模特兒的工作。14歲時，佩絲莉出現在她的第一本媒體封面上——《青少年杂志》，並成為國際罩杯型號搜索的官方代言人。15歲時，她因模特兒合約而輟學前往日本。

## 外部連結
- 潔米·佩絲莉在互联网电影资料库（IMDb）上的資料（英文）